# Чемпіонат УСРР з футболу 1924
Чемпіонат УСРР з футболу 1924 — четвертий чемпіонат УСРР з футболу, який відбувся у рамках 2-ї Всеукраїнської Спартакіади. Першій футбольний матч було зіграно 9 липня, а фінальний 22 серпня. Чемпіоном УСРР учетверте стала збірна міста Харкова.

## Передумови
Порядком розіграшу футбольної першості на Другій всеукраїнській Спартакіаді (затвердженим ЦБ «Спартак» та ВУСТК) було передбачено, що футбольні команди розподіляються на 4 райони, в яких проведуть відбірні районні змагання:
Центральний: Харківська та Полтавська губернії;
Київський: Київська, Чернигівська і Волинська;
Одеський: Одеська і Подільська;
Південний: Донецька і Катеринославська.
Господарями районних змагань були обрані, відповідно, Харків, Київ, Одеса та Юзівка. Ігри мали відбутися 12 (лише у Києві) та 13 липня (у всіх чотирьох містах).
Додатково футболістам потрібно було продемонструвати свою спритність та вміння в наступних вправах: обводка м'яча, удари по воротах, вкидання м'яча, біг на 60 метрів, естафета 11 по 1000 метрів, лазання по канату та його перетягуванні.
Команди, які відмовлятимуться від участі у спортивних вправах в цілому або в якомусь окремому виді, не могли бути допущені до футбольних ігор в безумовному порядку. Проведення фінального турніру серед чотирьох переможців районних першостей було заплановано на серпень місяць у Харкові.

## Районні змагання

### Центральний район
У першості Центрального району взяли участь дві команди. Матч між Харковом та Полтавою відбувся 27 липня на полі першого. Як відмітила місцева преса, ослаблені полтавці були «розбиті на голову» з рахунком 11:0.
| Дата          | Команда 1 | Рахунок    | Команда 2 |
| ------------- | --------- | ---------- | --------- |
| 27 липня 1924 | Харків    | 11:0 (?:0) | Полтава   |

### Київський район
У першості Київського району мали взяти участь збірні команди Києва, Чернігова та Житомира. Кияни запланували виставити на ці, «прохідні» для них матчі свою другу збірну, оскільки перша в цей самий час відправилася до Москви на товариські зустрічі. Однак, через негоду та зливи, що привели футбольні поля Києва у непридатний стан, матчі було скасовано. Планувалося, що про нову дату їх проведення буде повідомлено додатково, проте, ігри так і не відбулися.
| Дата          | Команда 1 | Рахунок | Команда 2 |
| ------------- | --------- | ------- | --------- |
| 12 липня 1924 | Київ      | -:-     | Чернигів  |
| 13 липня 1924 | Київ      | -:-     | Житомир   |

### Одеський район
Найдраматичнішою склалася ситуація в Одеському районі, де змагалися Одеса, Миколаїв та Херсон. У першому матчі, що відбувся у Миколаєві 9 липня, господарі перемогли команду Херсона з рахунком 6:0. 12 липня в Одесі відбувся другий матч між господарями та миколаївцям, що дав результат 0:2 на користь останніх (хоч і не був дограний до кінця). Про перемогу миколаївців і приїзд саме їхньої команди на фінальний турнір сповістила центральна преса, і вже на 9—10 серпня у миколаївців були заплановані в Харкові підготовчі товариські матчі з другою та першою збірними міста. Проте, Одеська губрада фізкультури дискваліфікувала збірну Миколаєва до 1925 року (за залишення поля під час гри з одеситами) та винесла клопотання перед ВРФК України про недопущення миколаївців до фінальної частини.

Вища рада фізичної культури прийняла компромісне рішення, і на фінальний турнір першості окрім Миколаєва запросила і збірну Одеси. Таким чином, повторний матч на першість Одеського району відбувся вже у Харкові під час фінального турніру: 
2-й Всеукраинский праздник «Спартака». 4-ый день соревнований. …Футбол. Случайный выигрыш Одессы. 17 августа встретились на поле «Спартака» сборные команды Одессы и Николаева. Этот матч представлял большой интерес, т.к. обе команды по силам почти равны друг другу и в последнем матче в Одессе, Николаев, забив два мяча Одессе, ушел с поля, мотивируя свой отказ пристрастностью одесского судьи. Высший совет физкультуры, с целью точно выяснить, какая же команда является сильнейшей в Одесской губернии, пригласил Одессу и Николаев в Харьков с тем, чтобы они здесь решили вопрос о первенстве при нейтральном судье. Во второй половине … защитник Николаева сбил нападающего одессита, за что и дан был штрафной удар, забитый одесским защитником т. Жук. Общий результат таким образом, несмотря на превосходство Николаева, 1:0 в пользу Одессы.
| Дата           | Команда 1 | Рахунок   | Команда 2 |
| -------------- | --------- | --------- | --------- |
| 9 липня 1924   | Миколаїв  | 6:0 (2:0) | Херсон    |
| 12 липня 1924  | Одеса     | 0:2 (0:?) | Миколаїв  |
| 17 серпня 1924 | Одеса     | 1:0 (0:0) | Миколаїв  |

### Південний район
У першості південного району змагалися футболісти Донбасу (який представляла команда Сталіна — колишньої Юзівки) та Катеринославу. Матч відбувся 10 серпня на полі перших і завершився впевненою перемогою господарів з рахунком 5:0 (ще два голи були забиті сталінцями з порушенням правил).
| Дата           | Команда 1 | Рахунок   | Команда 2    |
| -------------- | --------- | --------- | ------------ |
| 10 серпня 1924 | Донбас    | 5:0 (3:0) | Катеринослав |

## Фінальний турнір
Первісним планом розіграшу фінального турніру передбачалися наступні матчі — переможці Центрального, Київського, Одеського та Південного районів зіграють між собою за коловим принципом: 14 серпня Харків — Київ, Одеса — Донбас (Сталіне), 15 серпня Київ — Одеса, Харків — Донбас, 17 серпня Київ — Донбас, Харків — Одеса, а 18 серпня очікувалася гра збірна УСРР — збірна Криму. Однак, вже невдовзі плани довелося змінювати:
14 августа на пл. Саде, в 4 ч. 45 м, состоится матч на первенство Украины между Одессой и Донбассом. В случае неприбытия Одессы состоится матч сборная Харькова — сборная Крыма. В виду неприбытия Киева, матч Харьков — Киев откладывается.
Зміни календаря змагань відбувались ще декілька разів (спортсмени Києва з усіх видів спорту на Спартакіаду так і не приїхали), поки, врешті-решт, не розпочалися матчі. 16 серпня відбулася перша офіційна зустріч на Спартакіаді — матч між Харковом та Донбасом:
С большим трудом харьковчанам удалось в конце первого хавтайма провести мяч (Алферов). Вторую половину игры донбассовцы стремятся отыграться, но все их попытки разбиваются об упорную защиту Харькова. Отвечая на напор противника, Харьков проводит в ворота Донбасса второй мяч (Натаров).
Другим матчем першості стала гра між Одесою та Донбасом, що завершилася, за виразом газети, «побиттям немовлят» (при чому більше половини всіх м'ячів провів лівий край одеситів Прокоф'єв):
Трудно вчера было Донбассу. Его игра с Одессой превратилась в «избиение младенцев». Вратарь Сталинцев, игравший ниже всякой критики, пропустил сразу, вначале игры, два мяча… Дружным напором, хорошей пассовкой нападение Одессы провело ещё 4 мяча в ворота противника, получив в ответ только один.
Заключний матч фінального турніру відбувся 22 серпня:
Не смотря на всю важность встречи Харькова и Одессы в борьбе за первое место на Украине, вчерашний матч не дал спортивному Харькову того удовлетворения, которого от него можно было ожидать. 1-я Сборная Харькова определенно была не в «ударе», и первый хавтайм играла на редкость без под'ема. …Одесса, как всегда, играла грубо и недисциплинированно. Матч закончился все же победой Харькова, вбившего единственный голь Одессе.
| Дата           | Команда 1 | Рахунок   | Команда 2 |
| -------------- | --------- | --------- | --------- |
| 16 серпня 1924 | Харків    | 2:0 (1:0) | Донбас    |
| 19 серпня 1924 | Одеса     | 6:1 (2:1) | Донбас    |
| 22 серпня 1924 | Харків    | 1:0 (1:0) | Одеса     |

Харків'яни вчетверте поспіль стали чемпіонами України.
Склад Збірної Харкова: воротар — Роман Норов («Штурм»); захисники — Костянтин Фомін (К. Ф.К. П.), Микола Кротов («Штурм»); півзахисники — Іван Привалов («Штурм»), Володимир Фомін (К. Ф.К. П.), Микола Капустін («Штурм»); нападники — Микола Казаков, Яків Алфьоров (обидва — «Штурм»), Олександр Шпаковський (К. Ф.К. П.), Іван Натаров («Штурм»), Євген Губарєв (К. Ф.К. П.); запасні — Сергій Грушин (К. Ф.К. П.), Костянтин Ус (Х. П.З.), А. Вінников («Штурм»), Адам Бем, Костіков (обидва — «Світло Шахтаря»).

## Підсумкова таблиця
| М | Команда | І | В | Н | П | РМ  | О |
| - | ------- | - | - | - | - | --- | - |
|   | Харків  | 2 | 2 | 0 | 0 | 3−0 | 4 |
|   | Одеса   | 2 | 1 | 0 | 1 | 6−2 | 2 |
|   | Донбас  | 2 | 0 | 0 | 2 | 1−8 | 0 |

### Загальна класифікація
| М | Команда      | І | В | Н | П | РМ   | О |
| - | ------------ | - | - | - | - | ---- | - |
|   | Харків       | 3 | 3 | 0 | 0 | 14−0 | 6 |
|   | Одеса        | 3 | 2 | 0 | 1 | 7−2  | 4 |
|   | Донбас       | 3 | 1 | 0 | 2 | 6−8  | 2 |
| 4 | Миколаїв     | 2 | 1 | 0 | 1 | 6−1  | 2 |
| 5 | Катеринослав | 1 | 0 | 0 | 1 | 0−5  | 0 |
| 5 | Херсон       | 1 | 0 | 0 | 1 | 0−6  | 0 |
| 5 | Полтава      | 1 | 0 | 0 | 1 | 0−11 | 0 |
| - | Київ         | 0 | 0 | 0 | 0 | 0−0  | 0 |
| - | Чернигів     | 0 | 0 | 0 | 0 | 0−0  | 0 |
| - | Житомир      | 0 | 0 | 0 | 0 | 0−0  | 0 |

## Товариські матчі
Під час 2-ї Всеукраїнської Спартакіади також було проведено ряд товариських зустрічей, в тому числі і збірної УСРР:
Крым выиграл у сборной УССР. …Совершенно неожиданно Крым, забив 3 мяча и не получив ни одного, вышел из матча победителем. Этот результат, после того, как у крымчан выиграла два раза подряд 2-я сборная Харькова, можно лишь об'яснить, во-первых — усталостью игроков, вошедших в сборную УССР от сыгранного накануне тяжёлого матча, а во-вторых — недооценкой противника.
| Дата           | Команда 1 | Рахунок   | Команда 2 |
| -------------- | --------- | --------- | --------- |
| 14 серпня 1924 | Харків-2  | 4:2 (?:?) | Крим      |
| 15 серпня 1924 | Харків-2  | 2:0 (?:0) | Миколаїв  |
| 18 серпня 1924 | Харків-2  | 2:0 (?:0) | Крим      |
| 20 серпня 1924 | Миколаїв  | 2:0 (?:0) | Крим      |
| 23 серпня 1924 | УСРР      | 0:3 (0:3) | Крим      |
| 24 серпня 1924 | Харків    | 0:1 (0:0) | УСРР      |
| 24 серпня 1924 | Харків-2  | 1:2 (?:?) | Одеса     |